# Aaron Taylor-Johnson
Aaron Perry Taylor-Johnson, ursprungligen Johnson, född 13 juni 1990 i High Wycombe, är en brittisk skådespelare.
Han har bland annat medverkat i filmerna Bekännelser om killar, kyssar och katter (2008) och Kick-Ass (2010). Han spelade även i Thief Lord (2006), där han har huvudrollen som Prosper. En av hans mest uppmärksammade roller är i filmen Nowhere Boy från 2010 där han porträtterar John Lennon. Filmen skildrar Lennons uppväxt och tiden innan Beatles hade bildats och berömmelsen var ett faktum. Vid Golden Globe-galan 2017 vann han pris för sin roll i Nocturnal Animals (2016).

## Privatliv
Aaron Taylor-Johnson är gift med regissören Sam Taylor-Wood och tillsammans har de två döttrar. Paret träffades under inspelningen av Nowhere Boy där Sam Taylor-Wood var regissör. I samband med giftermålet i juni 2012 tog båda efternamnet Taylor-Johnson.

## Filmografi (i urval)
- 2002 – Tom & Thomas - Tvillingmysteriet i London
- 2003 – Shanghai Knights
- 2004 – Dead Cool
- 2006 – Illusionisten
- 2006 – Thief Lord
- 2007 – The Magic Door
- 2008 – Dummy
- 2008 – Bekännelser om killar, kyssar och katter
- 2009 – The Greatest
- 2009 – Nowhere Boy
- 2010 – Kick-Ass
- 2010 – Chatroom
- 2011 – Albert Nobbs
- 2012 – Anna Karenina
- 2012 – Savages
- 2013 – Kick-Ass 2
- 2014 – Captain America: The Winter Soldier (cameo)
- 2014 – Godzilla
- 2015 – Avengers: Age of Ultron
- 2016 – Nocturnal Animals
- 2017 – The Wall
- 2020 – Tenet
- 2021 – The King's Man
- 2022 – Bullet Train
- 2024 – The Fall Guy
- 2024 – Kraven the Hunter
- 2024 – Nosferatu
- 2025 – 28 Years Later
- 2025 – Fuze